# Kanakapura (Rural), Kanakapura
Kanakapura (Rural) là một làng thuộc tehsil Kanakapura, huyện Ramanagara, bang Karnataka, Ấn Độ.